# 菲利庫迪島

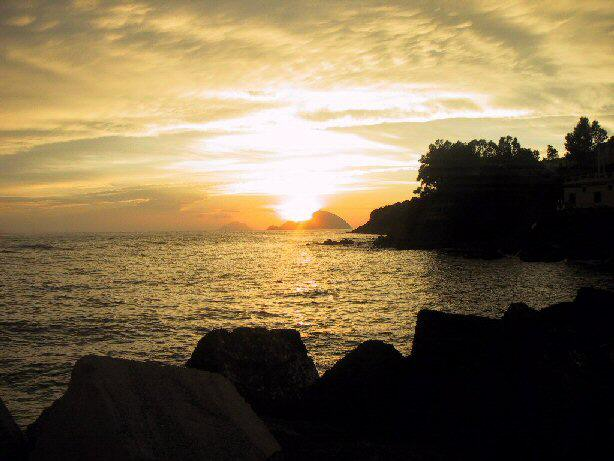

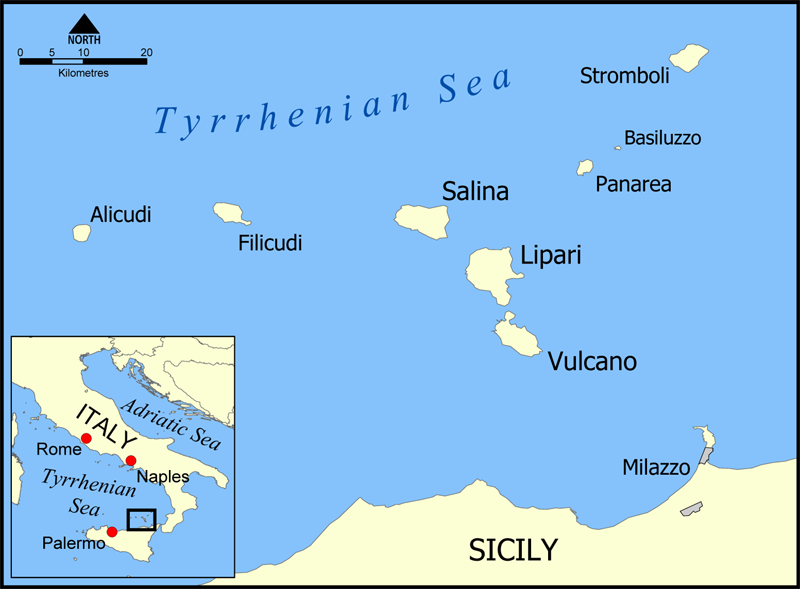

菲利庫迪島是意大利的島嶼，位於西西里島以北的提雷尼亞海，屬於埃奧利群島的一部分，長5.4公里、寬3.1公里，面積9.5平方公里，最高點海拔高度774米，2001年人口235。

## 外部連結
- The Official WebSite （页面存档备份，存于）
- Private page of a novelist living on Filicudi
- A commercial touristic website about Filicudi （页面存档备份，存于）
- Info about the island （页面存档备份，存于）
- Filicudi Society of Waltham Massachusetts （页面存档备份，存于）

38°34′N 14°34′E / 38.567°N 14.567°E